# Скотарівська сільська рада
Скотарі́вська сільська́ ра́да — адміністративно-територіальна одиниця та орган місцевого самоврядування у Шполянському районі Черкаської області. Адміністративний центр — село Скотареве.

## Загальні відомості
- Населення ради: 785 осіб (станом на 2001 рік)

## Населені пункти
Сільській раді підпорядковані населені пункти:
- с. Скотареве

## Склад ради
Рада складається з 12 депутатів та голови.
- Голова ради: Пономаренко Галина Онуфріївна
- Секретар ради: Чепіга Алла Олександрівна

### Керівний склад попередніх скликань
| Прізвище, ім'я, по батькові   | Основні відомості                                                         | Дата обрання | Дата звільнення |
| ----------------------------- | ------------------------------------------------------------------------- | ------------ | --------------- |
| Пономаренко Галина Онуфріївна | Сільський голова, 1959 року народження, освіта вища                       | 26.03.2006   | 31.10.2010      |
| Пономаренко Галина Онуфріївна | Сільський голова, 1959 року народження, освіта вища, член Партії регіонів | 31.10.2010   |                 |

Примітка: таблиця складена за даними сайту Верховної Ради України

### Депутати
За результатами місцевих виборів 2010 року депутатами ради стали:

#### За суб'єктами висування
| Суб'єкт висування                                       | Кількість обраних депутатів | %    |
| ------------------------------------------------------- | --------------------------- | ---- |
| Партія регіонів                                         | 6                           | 50   |
| Політична партія Всеукраїнське об'єднання «Батьківщина» | 4                           | 33,3 |
| Самовисування                                           | 2                           | 16,7 |

#### За округами
| № округу                                                | Прізвище, ім'я, по батькові     | Дата визнання обраним | Освіта             | Партійна приналежність                        | Відомості про обраного депутата                          |
| ------------------------------------------------------- | ------------------------------- | --------------------- | ------------------ | --------------------------------------------- | -------------------------------------------------------- |
| Партія регіонів                                         |                                 |                       |                    |                                               |                                                          |
| 1                                                       | Кулик Василь Олександрович      | 02.11.2010            | вища               | член Партії регіонів                          | СТОВ «ЛНЗ-Агро», зав. током                              |
| 2                                                       | Кулик Наталія Володимирівна     | 02.11.2010            | середня            | член Партії регіонів                          | тимчасово не працює                                      |
| 5                                                       | Заскалета Володимир Миколайович | 02.11.2010            | середня спеціальна | член Партії регіонів                          | СПОП Відродження", механіза-тор                          |
| 7                                                       | Тригуб Сергій Миколайович       | 02.11.2010            | середня            | член Партії регіонів                          | СПОП Відродження", механіза-тор                          |
| 10                                                      | Чепіга Наталія Дмитрівна        | 02.11.2010            | вища               | член Партії регіонів                          | Скотарівський НВК, вчитель                               |
| 11                                                      | Чепіга Алла Олександрівна       | 02.11.2010            | середня спеціальна | член Партії регіонів                          | Скотарівський НВК, прибира- льниця                       |
| Політична партія Всеукраїнське об'єднання «Батьківщина» |                                 |                       |                    |                                               |                                                          |
| 3                                                       | Ханенко Лідія Михайлівна        | 02.11.2010            | середня спеціальна | член Всеукраїнського об'єднання «Батьківщина» | тимчасово не працює                                      |
| 4                                                       | Сарапин Юрій Володимирович      | 02.11.2010            | середня спеціальна | член Всеукраїнського об'єднання «Батьківщина» | тимчасово не працює                                      |
| 6                                                       | Дубина Наталія Вікторівна       | 02.11.2010            | середня спеціальна | член Всеукраїнського об'єднання «Батьківщина» | Скотарівський фельдшерсько-акушерський пункт, завідую-ча |
| 9                                                       | Невідома Наталія Миколаївна     | 02.11.2010            | середня спеціальна | член Всеукраїнського об'єднання «Батьківщина» | Скотарівський НВК, кухар                                 |
| Самовисування                                           |                                 |                       |                    |                                               |                                                          |
| 8                                                       | Гуцало Олександр Іванович       | 02.11.2010            | середня спеціальна | член Політичної партії «Фронт Змін»           | СПОП Відродження", водій                                 |
| 12                                                      | Ільченко Світлана Петрівна      | 02.11.2010            | середня спеціальна | позапартійна                                  | Скотарівська сільська рада, секретар                     |